# Torngat Mountains National Park
Torngat Mountains National Park er en nationalpark i Canada, beliggende i provinsen Newfoundland og Labrador, på den nordligste spids af Labrador-halvøen. Parken blev oprettet i 2005 og det beskyttede område omfatter 9.700 kvadratkilometer.

## Geografi
Torngat Mountains National Park har fået sit navn efter Torngat Mountains. Denne bjergkæde har de højeste bjergtoppe i det nordøstlige kontinentale Nordamerika. Nogle bjergtoppe når højder over 1.500 meter og den højeste bjergtop Mount Caubvick er 1.652 meter. I bjergene findes flere mindre gletsjere, som er rester fra den seneste istid. Gletsjere har også formet de dybe dale som findes mellem bjergene. Kystområderne er klipperige og stejle med mange fjorde.

## Fauna og flora
Torngat Mountains National Park har en fauna hvor både arktiske og en del boreale arter forekommer. Mange af de fugle og visse af pattedyrene, som forekommer her, foretager sæsonbundne træk. En del af disse dyr forbliver i området for at yngle, andre er mere midlertidige besøgende som snart tager videre. Til de større landlevende pattedyr som kan ses her hører for eksempel ren, ulv, isbjørn, sortbjørn og polarræv. I vandene uden for kysten kan man se sæler og hvaler.
Vegetationen i Torngatbjergene er sparsom, og for parken som helhed gælder at vegetationen bliver mere arktisk præget, jo længere nordpå i parken man kommer. Sydpå er vegetationen lidt mere frodig. De urter som vokser her er sådanne som trives under alpine og tundralignende forhold.